# السلمانية (القليوبية)
السلمانية إحدى قرى مركز شبين القناطر التابع لمحافظة القليوبية بجمهورية مصر العربية.

## السكان
بلغ عدد سكان السلمانية 7,194 نسمة، حسب الإحصاء الرسمي لعام 2006.